# Thelepus angustitoris
Thelepus angustitoris är en ringmaskart som beskrevs av Maurice Caullery 1944. Thelepus angustitoris ingår i släktet Thelepus och familjen Terebellidae. Inga underarter finns listade i Catalogue of Life.